# Mira Bjedov
Mira Bjedov, coniugata Nikolić (Mokro Polje, 7 settembre 1955), è un'ex cestista jugoslava.

## Carriera
Con la Jugoslavia ha disputato i Giochi olimpici di Mosca 1980 e due edizioni dei Campionati europei (1976, 1978).